# Chaves (grad)
Chaves je grad i sjedište istoimene općine na krajnjem sjeveru Portugala, 10 km južno od španjolske granice i 22 km južno od grada Verín u Španjolskoj. Općina je s 19.300 stanovnika druga po broju stanovnika u distriktu Vila Real. Sjedište disktrita Vila Real je 60 km južno na autocesti A24. U rimsko doba je grad bio poznat pod imenom Aquæ Flaviæ.

## Šport
U gradu djeluje nogometni klub Grupo Desportivo de Chaves koji svoje utakmice igra na općinskom stadionu.

## Vanjske poveznice
- Službena stranica grada
- Thermal official website